# CEMSA 81 mm L.P.
Il CEMSA da 81 mm L.P. (Longue Portée, ovvero lunga gittata) era un mortaio medio italiano progettato dalla Costruzioni Elettro-Meccaniche di Saronno (CEMSA).

## Storia
Nel 1935 il Regio Esercito italiano, in vista della Guerra d'Etiopia, per sostituire i suoi mortaio Stokes aveva acquistato dalla Francia il popolare Brandt 81 mm Mle 1927. La produzione su licenza venne assegnata alla CEMSA di Saronno. Modificando il Brandt, la società saronnese sviluppò il mortaio da 81 Mod. 35, prodotto insieme all'Arsenale del Regio Esercito di Piacenza in più di 2000 esemplari. Negli ultimi anni trenta ed il 1941 la CEMSA presentò una versione avanzata del Mod. 35, il Mortaio da 81 mm CEMSA L.P (Longue Portée, ovvero lunga gittata), proposto alle forze armate italiane e sul mercato estero, per il quale era denominato in francese (la lingua internazionale all'epoca) Mortier de 81 L.P.. Il CEMSA L.P. era accreditato per 6 km di gittata e per una cadenza di tiro di 30 colpi al minuto, ma sia a causa del peso che del volgere degli eventi bellici non trovò acquirenti. In realtà, stando a F.Cappellano l'arma era una vera e propria produzione su licenza della Brandt, presentata nel 1943.

## Il mortaio

Il CEMSA 81 mm L.P. in configurazione di traino.

Questo pezzo, che ricalcava fedelmente la configurazione dei derivati dello Stokes e del Mod. 35 in particolare, differiva soprattutto per la presenza di un sistema di raffreddamento della canna: un manicotto avvolgeva infatti la culatta del pezzo e veniva riempito con 2,7 l d'acqua. Il caricamento era sempre ad avancarica ma era presente un sistema di sparo con congegno di sgancio a comando del percussore, che veniva liberato dal tiratore agendo su una corda. Il percussore poteva comunque essere bloccato per poter sparare al momento dell'inserimento del colpo, come negli altri derivati dello Stokes. La lunghezza del tubo di lancio era aumentata a 1850 mm e l'insieme di queste modifiche portava il peso della bocca da fuoco a 52 kg. Il bipiede era irrobustito ed il sistema di correzione dello sbandamento era modificato con l'introduzione di una manovella in luogo dei manicotti e della filettatura sulla gamba sinistra. Anche la piastra d'appoggio era irrobustita, con nervature elettrosaldate; aveva un solo alveolo, due maniglie laterali ed una staffa posteriore che serviva a bloccare la piastra in posizione di traino contro un perno presente sulla culatta. La predisposizione al traino si era resa necessaria in quanto oltre alla canna anche la piastra e l'affusto incrementavano il loro peso rispettivamente a 40 e 43 kg, portando il peso in batteria a 135 kg; sulla volata si installava tramite incastro a baionetta un tappo con anello di traino; una sala, munita di due pneumatici, veniva fissata all'affusto tramite due agganci presenti sulle estremità delle gambe del bipiede e la piastra veniva bloccata come detto. Il pezzo in configurazione di rimorchio aveva una massa di 250 kg e poteva essere messo in batteria in due minuti (e viceversa). Ovviamente era previsto anche il trasporto su autocarro ed il someggio con appositi basti, previa scomposizione in tre carichi.
Venne sviluppato anche uno speciale affusto in legno ed acciaio per il tiro contraerei, in quanto la CEMSA riteneva che per il fuoco di sbarramento contro aerei a bassa quota non fosse necessaria un'alta velocità iniziale ed una traiettoria tesa e che anzi la grande gittata e l'alta cadenza di tiro del suo mortaio L.P. fosse sufficiente. Ovviamente per questo impiego le munizioni adottavano una spoletta a tempo.

## Il munizionamento
Contestualmente allo sviluppo del mortaio L.P., fu realizzata anche una nuova munizione. La granata L.P., simile alla granata g.a. del Mod. 35, è formata da un corpo bomba ogivale in acciaio da 80,8 mm di diametro, con filettatura anteriore per la spoletta (le stesse del Mod. 35) e coda conica, munita di 6 coppie di alette di stabilizzazione. La carica è costituita da 800 g di tritolo e la granata completa raggiunge 4,185 kg. Il codolo è internamente cavo per ospitare una cartuccia calibro 8 gauge, contenente 10,3 g di balistite e munita di capsula a percussione. Per aumentare la gittata si impiegano cariche aggiuntive da 25 g di balistite, innescate dalla vampa della cartuccia che attraversa i 18 fori del codolo. La cartuccia impiegata da sola costituisce la carica 0; aggiungendo da una a sei cariche aggiuntive tra le coppie di alette si ottengono le cariche dalla 1ª alla 6ª. Con la 6ª carica ed una elevazione di 45° si raggiunge la gittata massima di 6200 m. Impiegata con la 4ª carica a 45° sul mortaio Mod. 35 la gittata arrivava a 4300 m.